# Dorònic
Dorònic (Doronicum) és un gènere de plantes amb flor dins la família asteràcia.
És un gènere originari d'Europa. Algunes espècies creixen silvestres als Alps i Pirineu.
Aquest família compren unes 40 espècies.
Són plantes vivaces de fins a un metre d'alt. Arrel tuberosa. Tija dreta i simple, pubescent i cilíndrica. Fulles grans. Flors en capítols grocs. Fruits en aquenis oblongs cilíndrics i pubescents.

## Algunes espècies
- Doronicum orientale -
- Doronicum pubescens
- Doronicum carpetanum
- Doronicum plantagineum espècie protegida a les Muntanyes de Prades (DECRET 172/2008, de 26 d'agost, de creació del Catàleg de flora amenaçada de Catalunya.)

## Usos
- Medicinals: Planta cardiotònica
- Ornamentals: Planta d'exterior en jardineria